# All'inferno per l'eternità
All'inferno per l'eternità (Hell to Eternity) è un film del 1960 diretto da Phil Karlson.
È un film di guerra a sfondo biografico statunitense con Jeffrey Hunter, David Janssen e Vic Damone. È basato sulla vita e le gesta dell'eroe della seconda guerra mondiale Guy Gabaldon, cresciuto negli anni 30 a Los Angeles in una famiglia affidataria giapponese-americana, e sulle sue azioni durante la battaglia di Saipan.

## Produzione
Il film, diretto da Phil Karlson su una sceneggiatura di Ted Sherdeman e Walter Roeber Schmidt e un soggetto di Gil Doud, fu prodotto da Irving H. Levin per la Allied Artists Pictures e girato a Okinawa dal 23 febbraio al 5 maggio 1960. I titoli di lavorazione furono  Beyond the Call of Duty e Beyond the Call.

## Distribuzione
Il film fu distribuito con il titolo Hell to Eternity negli Stati Uniti nell'agosto 1960 (première a New Orleans, Los Angelese Jacksonville il 28 luglio 1960) al cinema dalla Allied Artists.
Altre distribuzioni:
- in Finlandia il 24 febbraio 1961 (Helvetistä ikuisuuteen)
- in Danimarca il 17 marzo 1961 (Helten fra Saipan)
- in Svezia il 17 aprile 1961 (Från helvetet till evigheten)
- in Messico il 25 maggio 1961 (Del infierno a la eternidad)
- in Austria nel novembre del 1961 (Aus der Hölle zur Ewigkeit)
- in Brasile (Do Inferno para a Eternidade)
- in Spagna (Del infierno a la eternidad)
- in Francia (Saïpan)
- in Grecia (Oi Thermopyles tis anatolis)
- in Italia (All'inferno per l'eternità)
- in Germania Ovest (Stoßtrupp Saipan)

## Promozione
Le tagline sono:
- THE MARINES' BATTLE CRY OF THE SOUTH PACIFIC!
- The guts! Glory! Gallantry of America's hell-bent for victory Marines!